# Five Hour Friends
Five Hour Friends è un film del 2013 diretto da Theo Davies.
Pellicola  statunitense che narra le avventure sentimentali dell'incallito donnaiolo Timothy Bonner interpretato da Tom Sizemore.

## Distribuzione
Il film è uscito in Italia solo online nel 2015.